# Anaea excellens
Anaea excellens är en fjärilsart som beskrevs av Bates 1864. Anaea excellens ingår i släktet Anaea och familjen praktfjärilar. Inga underarter finns listade i Catalogue of Life.